# Chetostoma continuans
Chetostoma continuans är en tvåvingeart som först beskrevs av Zia 1938.  Chetostoma continuans ingår i släktet Chetostoma och familjen borrflugor. Inga underarter finns listade i Catalogue of Life.